# Phương tiện truyền thông mạng xã hội
Phương tiện truyền thông mạng xã hội (tiếng Anh: social media) là các ứng dụng hoặc chương trình được xây dựng dựa trên nền tảng Internet, nhằm tạo điều kiện cho việc tạo mới hoặc chia sẻ thông tin, ý tưởng, lợi ích nghề nghiệp và các nội dung khác thông qua các thiết bị công nghệ và mạng máy tính. Sự đa dạng của các dịch vụ truyền thông mạng xã hội độc lập và tích hợp hiện tại đã đưa ra những thách thức về định nghĩa; tuy nhiên, chúng có một số tính năng phổ biến chung
Người dùng thường truy cập các dịch vụ truyền thông mạng xã hội thông qua các ứng dụng web trên máy tính để bàn và máy tính xách tay hoặc tải xuống các dịch vụ cung cấp chức năng phương tiện truyền thông mạng xã hội cho thiết bị di động của họ (ví dụ: điện thoại thông minh và máy tính bảng). Khi người dùng tham gia vào các dịch vụ điện tử này, họ tạo ra các nền tảng tương tác cao thông qua đó các cá nhân, cộng đồng và tổ chức có thể chia sẻ, cùng sáng tạo, thảo luận, tham gia và sửa đổi nội dung do người dùng tạo hoặc nội dung tự quản lý được đăng trực tuyến.
Mạng máy tính được hình thành khi phương tiện truyền thông mạng xã hội thay đổi cách mọi người tương tác và giao tiếp. Phương tiện truyền thông mạng xã hội khác với phương tiện truyền thông trên giấy (ví dụ: tạp chí và báo chí) và phương tiện điện tử truyền thống như phát sóng truyền hình, phát thanh theo nhiều khía cạnh, bao gồm chất lượng, phạm vi, tần số, tính tương tác, khả năng sử dụng, tính trực tiếp và hiệu suất. Các phương tiện truyền thông mạng xã hội hoạt động trong một hệ thống truyền đối thoại (nhiều nguồn tới nhiều máy thu). Điều này trái ngược với phương tiện truyền thông truyền thống hoạt động theo mô hình truyền tải logic đơn (một nguồn tới nhiều máy thu), chẳng hạn như một tờ báo được gửi đến nhiều thuê bao hoặc đài phát thanh phát cùng một chương trình cho toàn thành phố. Một số trang web truyền thông mạng xã hội phổ biến nhất, với hơn 100 triệu người dùng đã đăng ký, bao gồm Facebook (và Messenger có liên kết với Facebook), TikTok, WeChat, Instagram, QZone, Weibo, Twitter, Tumblr, Baidu Tieba, LinkedIn và VK. Các nền tảng phổ biến khác đôi khi được gọi là dịch vụ truyền thông mạng xã hội (khác nhau về cách hiểu) bao gồm YouTube, QQ, Quora, Telegram, WhatsApp, LINE, Snapchat, Pinterest, Viber, Reddit, Discord,...
Các nhà quan sát đã ghi nhận một loạt các tác động tích cực và tiêu cực của việc sử dụng phương tiện truyền thông mạng xã hội. Phương tiện truyền thông mạng xã hội có thể giúp cải thiện khả năng kết nối của một cá nhân với cộng đồng thực cũng như cộng đồng trực tuyến và nó có thể là một công cụ dùng để truyền thông truyền thông (hoặc tiếp thị) một cách hiệu quả cho các tập đoàn, doanh nhân, tổ chức phi lợi nhuận, nhóm vận động, đảng chính trị và chính phủ.

### Thay đổi xã hội

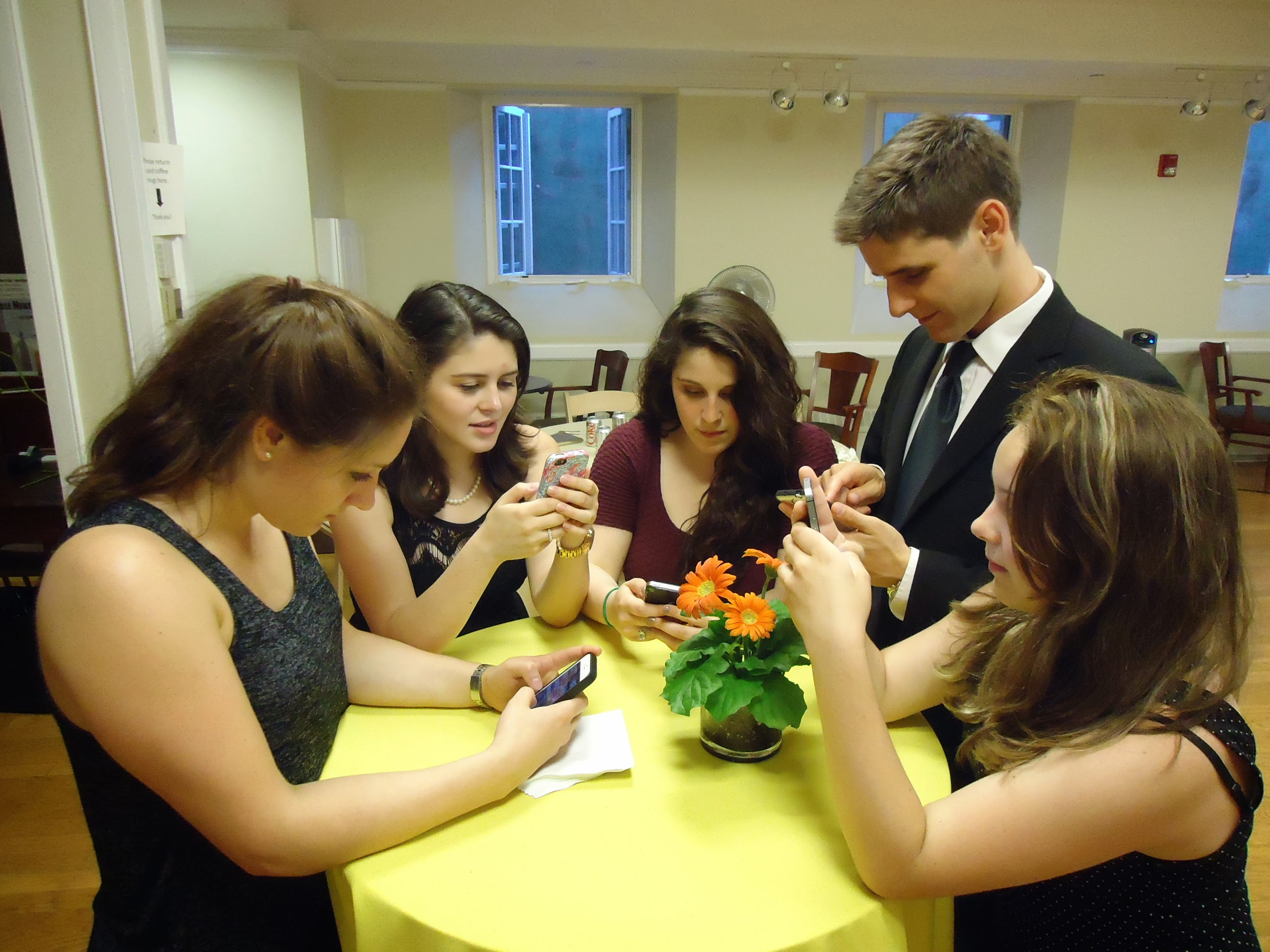
Việc sử dụng nhiều điện thoại thông minh trong giới trẻ liên quan đáng kể đến tỷ lệ người dùng phương tiện truyền thông mạng xã hội đến từ nhóm nhân khẩu học này.

## Lịch sử

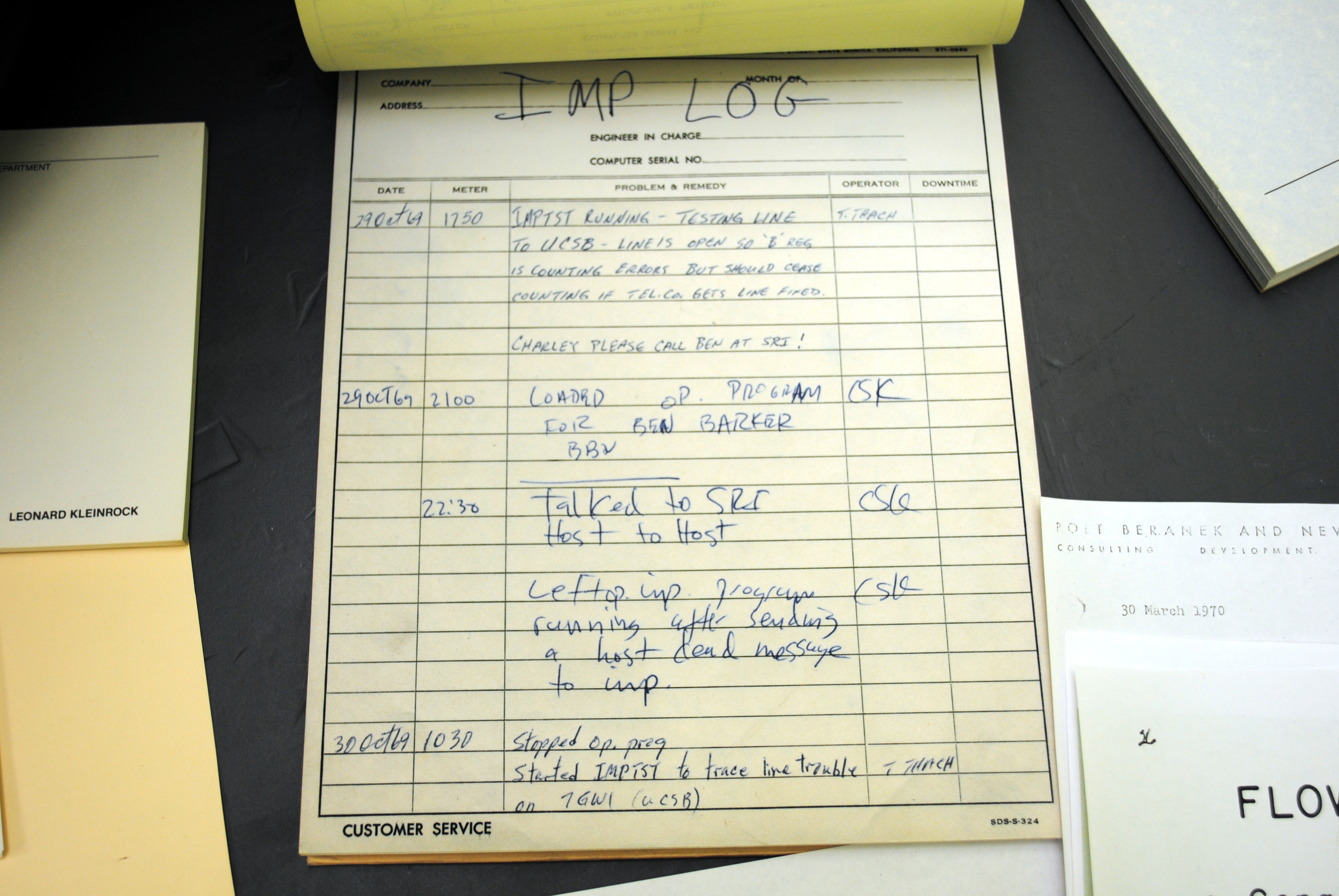
Nhật ký IMP cho tin nhắn đầu tiên được gửi qua Internet, sử dụng ARPANET.

Phương tiện truyền thông mạng xã hội được ra đời do sự xuất hiện của điện báo từ những năm 1840 tại Hoa Kỳ. Hệ thống PLATO được ra mắt năm 1960 và được phát triển tại trường Đại học Illinois và sau đó được đưa ra thị trường bởi công ty Control Data Corporation. PLATO cung cấp các hình thức truyền thông mạng xã hội ban đầu với các sáng kiến từ thời 1973 như ghi chú, ứng dụng diễn đàn tin nhắn của PLATO; Nói chuyện, tính năng nhắn tin tức thời; Talkomatic - phòng chat trực tuyến đầu tiên; Tin tức báo cáo, một số tờ báo và blog trực tuyến; Danh sách truy cập - cho phép chủ sở hữu tệp ghi chú hoặc ứng dụng khác giới hạn quyền truy cập vào một nhóm người dùng nhất định, ví dụ như: chỉ bạn bè, bạn cùng lớp hoặc đồng nghiệp.
Tiền thân của hệ thống bảng tin điện tử (BBS, được biết đến với tên Bộ nhớ cộng đồng), đã xuất hiện vào năm 1973. Diễn đàn tin nhắn (một cấu trúc cụ thể của phương tiện truyền thông mạng xã hội) nảy sinh với hiện tượng BBS trong suốt những năm 1980 và đầu những năm 1990. Khi World Wide Web (WWW, hoặc Web) được thêm vào Internet vào giữa những năm 1990, các diễn đàn tin nhắn đã chuyển sang web, trở thành diễn đàn Internet, chủ yếu là do phí truy cập rẻ hơn cũng như khả năng xử lý nhiều người hơn.
Công nghệ cảm biến hình ảnh kỹ thuật số và công nghệ bán dẫn tạo điều kiện cho sự phát triển của phương tiện truyền thông mạng xã hội. Cảm biến CMOS cho phép phổ biến rộng rãi máy ảnh kỹ thuật số và điện thoại camera, giúp thúc đẩy sự phát triển của phương tiện truyền thông mạng xã hội.
Một tính năng quan trọng của phương tiện truyền thông mạng xã hội là nén dữ liệu truyền thông số, do yêu cầu bộ nhớ và băng thông cao. Thuật toán nén quan trọng nhất là biến đổi cosin rời rạc (DCT), một kỹ thuật nén dữ liệu lần đầu tiên được đề xuất bởi Nasir Ahmed vào năm 1972. Các tiêu chuẩn nén dựa trên DCT bao gồm các tiêu chuẩn mã hóa video H.26x và MPEG, và tiêu chuẩn nén hình ảnh JPEG được giới thiệu vào năm 1992.JPEG là định dạng hình ảnh số phổ biến nhất của phương tiện truyền thông mạng xã hội, và tương tự, các định dạng MPEG cũng là phổ biến nhất đối với video kỹ thuật số trên các phương tiện truyền thông mạng xã hội. Định dạng hình ảnh JPEG được sử dụng hơn một tỷ lần trên các phương tiện truyền thông mạng xã hội mỗi ngày, tính đến năm 2014.
GeoCities là một trong những trang web mạng xã hội sớm nhất của World Wide Web, xuất hiện vào tháng 11 năm 1994, tiếp theo là Classmates.com vào tháng 12 năm 1995 và SixDegrees vào tháng 5 năm 1997. Theo tin tức của CBS, SixDegrees được coi là trang web mạng xã hội đầu tiên, vì nó bao gồm "hồ sơ, danh sách bạn bè và các chi nhánh của trường" có thể được sử dụng bởi người dùng đã đăng ký. Mạng xã hội Open Diary được ra mắt vào tháng 10 năm 1998; LiveJournal vào tháng 4 năm 1999; Ryze vào tháng 10 năm 2001; Friendster vào tháng 3 năm 2003; trang web định hướng công ty và công việc LinkedIn vào tháng 5 năm 2003; hi5 vào tháng 6 năm 2003; MySpace vào tháng 8 năm 2003; Orkut vào tháng 1 năm 2004; Facebook vào tháng 2 năm 2004; YouTube vào tháng 2 năm 2005; Yahoo! 360 ° vào tháng 3 năm 2005; Bebo vào tháng 7 năm 2005; dịch vụ dựa trên văn bản Twitter, vào tháng 7 năm 2006, trong đó các bài đăng của Twitter được gọi là "tweet", được giới hạn ở 140 ký tự; Tumblr vào tháng 2 năm 2007; và Google+ vào tháng 7 năm 2011.

## Định nghĩa và phân loại
Phương tiện truyền thông mạng xã hội bao gồm 13 loại sau đây:
- Blogs
- Mạng lưới kết nối kinh doanh
- Dự án hợp tác
- Mạng xã hội nội bộ doanh nghiệp
- Diễn đàn
- Tiểu blog
- Mạng lưới chia sẻ hình ảnh trực tuyến
- Đánh giá sản phẩm/ dịch vụ
- Social Bookmarking
- Social Gaming
- Mạng xã hội
- Mạng lưới chia sẻ video
- Thế giới ảo
- Một nghiên cứu từ năm 2015 đã xác định ra 4 đặc điểm tính năng cho phương tiện truyền thông mạng xã hội hiện tại:
  1. Phương tiện truyền thông mạng xã hội là sự ứng dụng Web 2.0 dựa trên nền tảng internet
  2. Nội dung người dùng tạo nên (UGC)[18] là yếu tố quan trọng trong cơ cấu của phương tiện truyền thông mạng xã hội
  3. Người dùng tạo ra những hồ sơ người dùng riêng cho trang web hoặc các app ứng dụng được thiết kế và duy trì bởi phương tiện truyền thông mạng xã hội.
  4. Phương tiện truyền thông mạng xã hội tạo điều kiện cho sự phát triển của các mạng xã hội trực tuyến bằng cách kết nối hồ sơ người dùng với nhiều cá nhân hoặc nhiều nhóm khác. Vào năm 2019, Merriam Webster- một công ty chuyên về sách và từ điển đưa ra định nghĩa: phương tiện truyền thông mạng xã hội là một hình thức giao tiếp xã hội điện tử thông qua việc người dùng tạo ra cộng đồng trực tuyến để chia sẻ thông tin, ý tưởng, thông điệp cá nhân, và những nội dung khác. Các mạng xã hội đầu tiên tồn tại trong thời gian ngắn là bởi vì người dùng của họ mất hứng thú. Cuộc cách mạng xã hội đã làm cho số lượng các trang web mạng tăng lên.Nghiên cứu chỉ ra rằng, khán giả dành 22% thời gian của họ cho các trang mạng xã hội, do vậy sự phổ biến của phương tiện truyền thông mạng xã hội tăng lên.  Phương tiện truyền thông mạng xã hội được sử dụng để ghi lại tài liệu, tìm hiểu và khám phá mọi thứ, thể hiện bản thân và kết nối tình bạn cũng như phát triển các ý tưởng từ việc tạo ra: blog[19], podcast, video và gaming sites[20]. Các cá nhân tự tạo ra kết nối, chỉnh sửa, quản lý nội dung phối hợp với các cá nhân khác.

### Phương tiện truyền thông mạng xã hội trên di động
- Phương tiện truyền thông mạng xã hội di động đề cập tới việc sử dụng phương tiện truyền thông mạng xã hội trên những thiết bị di động như; điện thoại thông minh và máy tính bảng. Phương tiện truyền thông mạng xã hội di động là một ứng dụng hữu ích của marketing trên thiết bị di động vì việc tạo, trao đổi và lưu hành nội dung do người dùng tạo có thể hỗ trợ các công ty n⟨ghiên cứu thị trường, truyền thông và phát triển mối quan hệ. Theo Andreas Kaplan, các ứng dụng truyền thông mạng xã hội trên di động có thể được chia thành bốn loại: 
  1. Bộ Định vị  thời gian (vị trí và thời gian nhạy cảm): Trao đổi tin nhắn có liên quan chủ yếu cho một vị trí cụ thể tại một thời điểm cụ thể.
  2. Bộ định vị tốc độ (chỉ nhạy cảm với vị trí): Trao đổi tin nhắn, có liên quan đến một vị trí cụ thể, được gắn thẻ đến một địa điểm nhất định và được đọc bởi những người khác.
  3. Hẹn giờ nhanh (chỉ nhạy cảm với thời gian): Chuyển các ứng dụng di động truyền thông mạng xã hội truyền thống để tăng tính trực tiếp.
  4. Đồng hồ bấm giờ chậm (không nhạy cảm với địa điểm và thời gian): Chuyển các ứng dụng truyền thông mạng xã hội truyền thống sang thiết bị di động.

⟩

## Các yếu tố và chức năng

### Nội dung lan toả

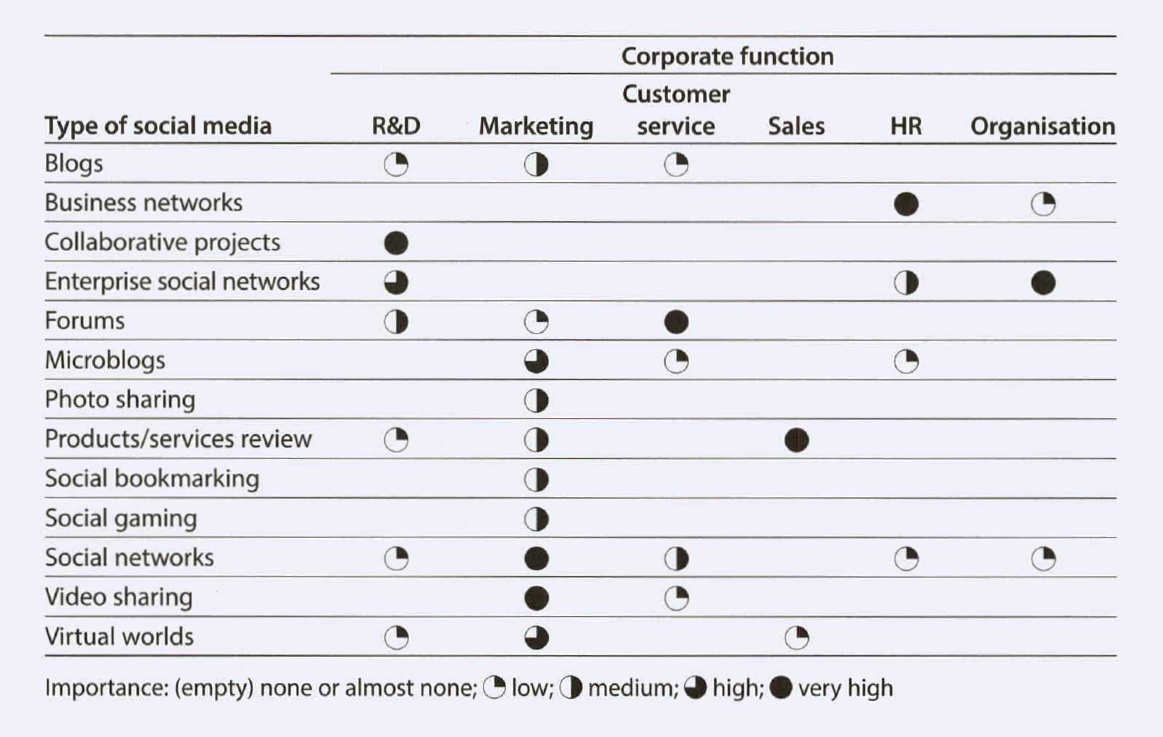
Phân loại phương tiện truyền thông mạng xã hội và tổng quan về mức độ quan trọng của các loại phương tiện mạng xã hội khác nhau (ví dụ: blog) đối với mỗi chức năng hoạt động của công ty.

Một số phương tiện truyền thông mạng xã hội có tiềm năng về mảng nội dung, có thể lan truyền nội dung đó trên phương tiện truyền thông mạng xã hội. Thuật ngữ này tương tự như khái niệm về lan truyền virus, có thể lây lan nhanh chóng từ người này sang người khác. Trong ngữ cảnh phương tiện truyền thông mạng xã hội, nội dung hoặc trang web "lan truyền" là những nội dung, trang web có những yếu tố sẽ thu hút được sự chia sẻ của người dùng, từ đó dẫn đến hiệu ứng lan truyền từ người này sang người khác, cứ thế chia sẻ thêm. Trong một số trường hợp, các bài đăng chứa nội dung phổ biến hoặc tin tức đã nhanh chóng được chia sẻ liên tục bởi một số lượng lớn người dùng. Nhiều trang phương tiện truyền thông mạng xã hội cung cấp chức năng cụ thể để giúp người dùng chia sẻ lại nội dung, chẳng hạn như nút chuyển tiếp của Twitter, chức năng ghim của Pinterest, tùy chọn chia sẻ của Facebook hoặc chức năng reblog của Tumblr. Các doanh nghiệp đặc biệt quan tâm đến các chiến thuật tiếp thị lan truyền vì chiến dịch lan truyền có thể đạt được mức độ bao phủ quảng cáo rộng rãi, trong khi chi phí chỉ bằng một phần chi phí của chiến dịch tiếp thị truyền thống - chiến dịch tiếp thị thường sử dụng các tài liệu in, như báo chí, tạp chí, thư, và bảng quảng cáo, và quảng cáo truyền hình và đài phát thanh. Các tổ chức phi lợi nhuận và các nhà hoạt động cũng có lợi ích tương tự trong việc đăng nội dung trên các trang truyền thông mạng xã hội với mục đích là nó sẽ lan truyền. Một tính năng phổ biến của Twitter là retweeting. Twitter cho phép người khác theo kịp các sự kiện quan trọng, kết nối với các đồng nghiệp của họ và có thể đóng góp theo nhiều cách khác nhau trên phương tiện truyền thông mạng xã hội. Khi một số bài đăng nhất định trở nên phổ biến, chúng bắt đầu được chuyển tiếp nhiều lần, tạo thành sự lan truyền. Hashtags có thể được sử dụng trong các tweet và cũng có thể được sử dụng để đếm xem có bao nhiêu người đã sử dụng hashtag đó

### Bots
Phương tiện truyền thông mạng xã hội có thể cho phép các công ty có được thị phần lớn hơn xưa và tăng nhanh hơn lượng khán giả. Các ứng dụng phần mềm chạy tác vụ tự động hoá trên mạng xã hội (Bots) đã được phát triển để tạo điều kiện phát triển tiếp thị truyền thông mạng xã hội. Các ứng dụng này là các chương trình tự động chạy qua Internet. Rô-bốt trả lời tự động và các ứng dụng phần mềm chạy tác vụ tự động hoá trên phương tiện truyền thông mạng xã hội được lập trình để bắt chước các tương tác của con người như thích, bình luận, theo dõi và hủy theo dõi trên các nền tảng truyền thông mạng xã hội. Một ngành công nghiệp mới của các nhà cung cấp các ứng dụng tự động này đã được tạo ra. Rô-bốt trả lời tự động và các ứng dụng phần mềm chạy tác vụ tự động hóa trên phương tiện truyền thông mạng xã hội đã tạo ra một cuộc khủng hoảng phân tích trong ngành tiếp thị, khi chúng gây khó khăn trong việc phân biệt giữa tương tác của con người và tương tác được tự động hoá. Một số ứng dụng tự động hoá ảnh hưởng tiêu cực đến dữ liệu tiếp thị trong tiếp thị truyền thông mạng xã hội. Ngoài ra, một số ứng dụng phần mềm thực hiện tác vụ tự động hoá vi phạm các điều khoản sử dụng trên nhiều phương tiện xã hội như Instagram, điều này có thể dẫn đến việc hồ sơ bị gỡ xuống và bị cấm.
"Cyborgs", sự kết hợp giữa người và các ứng dụng phần mềm thực hiện tác vụ tự động hoá, được sử dụng để truyền bá tin tức giả hoặc tạo ra tiếng vang "tiếp thị". Cyborgs có thể là người hỗ trợ các phần mềm hoặc các phần mềm hỗ trợ con người. Một ví dụ là một người đăng ký một tài khoản và họ cài đặt các chương trình tự động đăng bài, cụ thể là đăng các tweet, trong thời gian họ vắng mặt. Thỉnh thoảng, con người tham gia tweet và tương tác với bạn bè. Cyborgs giúp truyền bá tin tức giả dễ dàng hơn, vì nó pha trộn hoạt động tự động cùng với hoạt động của con người. Khi các tài khoản tự động được xác định công khai, phần hoạt động từ con người của cyborg có thể chiếm quyền và có thể phản đối rằng tài khoản đã được sử dụng theo cách thủ công. Những tài khoản như vậy cố gắng tạo dáng như người thật; đặc biệt, số lượng bạn bè hoặc người theo dõi của họ phải giống với số người thật.

### Bằng sáng chế của công nghệ truyền thông mạng xã hội
Đã có sự tăng trưởng nhanh chóng về số lượng các bằng sáng chế của Hoa Kỳ về các công nghệ liên quan đến phương tiện truyền thông mạng xã hội. Đồng thời, số lượng bằng sáng chế này được công bố đã tăng nhanh trong năm năm qua. Hiện có hơn 2000 đơn xin cấp bằng sáng chế được công bố. Có tới 7000 ứng dụng hiện có trong hồ sơ bao gồm cả những ứng dụng chưa được công bố. Chỉ có hơn 100 trong số các ứng dụng này được cấp bằng sáng chế, tuy nhiên, phần lớn là do việc kiểm tra bằng sáng chế quá chậm nên bị tồn đọng.

## Thống kê về thói quen sử dụng và thành viên.
Vào năm 2019, ước tính sẽ có khoảng 2,77 tỉ người dùng phương tiện truyền thông mạng xã hội trên toàn cầu, tăng từ 2,46 tỉ vào năm 2017.
Năm 2020, có 3,8 tỉ người dùng phương tiện truyền thông mạng xã hội.

### Những mạng xã hội phổ biến nhất
Facebook: 2498 triệu người dùng
Youtube: 2000 triệu người dùng
WhatsApp: 2000 triệu người dùng
Facebook Messenger: 1300 triệu người dùng
Wechat: 1165 triệu người dùng

### Thói quen sử dụng
Theo một khảo sát được thực hiện bởi Pew Research vào năm 2018, Facebook và YouTube thống trị toàn cảnh truyền thông mạng xã hội, vì phần lớn đáng chú ý của người lớn ở Hoa Kỳ sử dụng mỗi trang web này. Đồng thời, những người Mỹ trẻ tuổi (đặc biệt là những người từ 18 đến 24 tuổi) nổi bật vì nắm lấy nhiều nền tảng và sử dụng chúng thường xuyên. Khoảng 78% thanh niên 18 - 24 tuổi sử dụng Snapchat và phần lớn những người dùng này (71%) truy cập vào nền tảng nhiều lần mỗi ngày.
Tương tự, 71% người Mỹ trong độ tuổi này hiện sử dụng Instagram và gần một nửa (45%) là người dùng Twitter. Tuy nhiên, Facebook vẫn là nền tảng chính cho hầu hết người Mỹ. Gần hai phần ba số người lớn ở Hoa Kỳ (68%) hiện báo cáo rằng họ là người dùng Facebook và khoảng ba phần tư số người dùng đó truy cập Facebook hàng ngày. Ngoại trừ những người từ 65 tuổi trở lên, phần lớn người Mỹ trong một loạt các nhóm nhân khẩu học hiện sử dụng Facebook. Sau sự tăng trưởng nhanh chóng này, số lượng tài khoản Facebook mới của Hoa Kỳ được tạo ra đã giảm mạnh, với mức tăng trưởng không thể quan sát được trong giai đoạn 2016-2018.

## Sử dụng bởi các tổ chức

### Sử dụng bởi chính phủ
Chính phủ có thể sử dụng phương tiện truyền thông mạng xã hội với mục đích:
- Tương tác với công dân
- Thúc đẩy sự tham gia của công dân
- Hướng tới một chính phủ mở
- Nắm bắt và quản lý quan điểm và hoạt động cộng đồng

### Sử dụng bởi doanh nghiệp
Sự xuất hiện cao của phương tiện truyền thông mạng xã hội trong môi trường tư nhân thúc đẩy các công ty thích nghi với khả năng ứng dụng của phương tiện truyền thông mạng xã hội trên:
- Cấp độ tổ chức khách hàng
- Cấp độ tổ chức

Các tác nhân thị trường có thể sử dụng các công cụ truyền thông mạng xã hội để nghiên cứu thị trường, truyền thông, khuyến mại / giảm giá bán hàng, phát triển tổ chức,, phát triển mối quan hệ / chương trình khách hàng thân thiết và thương mại điện tử. Thông thường phương tiện truyền thông mạng xã hội có thể trở thành một nguồn thông tin tốt hoặc giải thích về xu hướng của ngành để doanh nghiệp nắm bắt sự thay đổi. Xu hướng trong công nghệ truyền thông mạng xã hội và việc sử dụng thay đổi nhanh chóng, điều quan trọng đối với các doanh nghiệp là có một bộ hướng dẫn có thể áp dụng cho nhiều nền tảng truyền thông mạng xã hội.
Các công ty đang ngày càng sử dụng các công cụ giám sát phương tiện truyền thông mạng xã hội để theo dõi, theo dõi và phân tích các cuộc hội thoại trực tuyến trên Web về thương hiệu hoặc sản phẩm của họ hoặc về các chủ đề quan tâm liên quan. Điều này có thể hữu ích trong quản lý quan hệ công chúng và theo dõi chiến dịch quảng cáo, cho phép các nhà phân tích đo lường lợi tức đầu tư cho chi tiêu quảng cáo trên phương tiện truyền thông mạng xã hội, kiểm soát đối thủ cạnh tranh và cho sự tham gia của công chúng. Các công cụ bao gồm từ các ứng dụng cơ bản, miễn phí đến các công cụ chuyên sâu hơn dựa trên đăng ký.Các ngành công nghiệp tài chính sử dụng sức mạnh của phương tiện truyền thông mạng xã hội như một công cụ để phân tích độ nhạy của thị trường tài chính. Chúng bao gồm từ việc tiếp thị các sản phẩm tài chính, hiểu biết sâu sắc về tâm lý thị trường, dự đoán thị trường trong tương lai và như một công cụ để xác định giao dịch nội tại.
Phương tiện truyền thông mạng xã hội trở nên hiệu quả thông qua một quá trình gọi là "Xây dựng quyền sở hữu xã hội".  Một trong những khái niệm nền tảng trong truyền thông mạng xã hội đã trở thành rằng người ta không thể kiểm soát hoàn toàn tin nhắn của một người thông qua phương tiện mạng xã hội mà chỉ có thể bắt đầu tham gia vào "cuộc trò chuyện" với hy vọng rằng người ta có thể đạt được ảnh hưởng đáng kể trong cuộc trò chuyện Khai thác phương tiện truyền thông mạng xã hội

### Khai thác phương tiện truyền thông mạng xã hội
Truyền thông mạng xã hội "khai thác" là một loại khai phá dữ liệu, một kỹ thuật phân tích dữ liệu để phát hiện các mẫu. Khai thác phương tiện truyền thông mạng xã hội là một quá trình đại diện, phân tích và trích xuất các mẫu từ dữ liệu được thu thập từ các hoạt động của mọi người trên phương tiện truyền thông mạng xã hội.Google khai thác dữ liệu theo nhiều cách bao gồm sử dụng thuật toán trong Gmail để phân tích thông tin trong email. Việc sử dụng thông tin này sau đó sẽ ảnh hưởng đến loại quảng cáo được hiển thị cho người dùng khi họ sử dụng Gmail. Facebook đã hợp tác với nhiều công ty khai thác dữ liệu như Datalogix và BlueKai để sử dụng thông tin khách hàng cho quảng cáo được nhắm mục tiêu. Các câu hỏi đạo đức về mức độ mà một công ty sẽ có thể sử dụng thông tin của người dùng được gọi là "dữ liệu lớn".  Người dùng có xu hướng xem qua các thỏa thuận. Điều khoản sử dụng khi đăng ký trên các nền tảng truyền thông mạng xã hội và họ không biết thông tin của họ sẽ được các công ty sử dụng như thế nào. Điều này dẫn đến các câu hỏi về quyền riêng tư và giám sát khi dữ liệu người dùng được ghi lại. Một số phương tiện truyền thông mạng xã hội đã thêm thời gian chụp và Geo Tagging giúp cung cấp thông tin về bối cảnh của dữ liệu cũng như làm cho dữ liệu của họ chính xác hơn.

### Trong chính trị
Phương tiện truyền thông mạng xã hội có một loạt các ứng dụng trong các quá trình và hoạt động chính trị. Phương tiện truyền thông mạng xã hội đã được bảo vệ khi cho phép bất cứ ai có kết nối Internet trở thành người tạo nội dung  và trao quyền cho người dùng của họ.Vai trò của phương tiện truyền thông mạng xã hội trong việc dân chủ hóa sự tham gia của truyền thông, những người đề xướng ra điều này đã mở ra một kỷ nguyên mới của nền dân chủ có sự tham gia, với tất cả người dùng có thể đóng góp tin tức và bình luận, có thể thiếu lý tưởng, vì nhiều người thường theo dõi những người có cùng chí hướng, như Philip Pond và Jeff Lewis đã lưu ý. Thành viên khán giả truyền thông trực tuyến phần lớn là người tiêu dùng thụ động, trong khi việc tạo nội dung bị chi phối bởi một số ít người dùng đăng bình luận và viết nội dung mới.Các thế hệ trẻ ngày càng tham gia nhiều hơn vào chính trị do sự gia tăng của tin tức chính trị được đăng trên phương tiện truyền thông mạng xã hội. Các chiến dịch chính trị đang nhắm mục tiêu Millennials trực tuyến thông qua các bài đăng trên phương tiện truyền thông mạng xã hội với hy vọng rằng họ sẽ tăng cường tham gia chính trị.
Số lượng các ứng cử viên sử dụng phương tiện truyền thông mạng xã hội đã tăng lên trong thập kỉ qua và cuộc bầu cử Tổng thống Hoa Kỳ năm 2016 là một ví dụ điển hình. Dounoucos.Lưu ý rằng việc sử dụng Twitter của các ứng cử viên là chưa từng có trong chu kỳ bầu cử đó. Hầu hết các ứng cử viên ở Hoa Kỳ đều có tài khoản Twitter. Công chúng cũng đã tăng sự phụ thuộc của họ vào các trang truyền thông mạng xã hội cho thông tin chính trị.Trong Liên minh châu Âu, phương tiện truyền thông mạng xã hội đã khuếch đại các thông điệp chính trị.
Một thách thức là quân đội đã bắt đầu xem truyền thông mạng xã hội như một công cụ tổ chức và tuyển dụng lớn. Nhà nước Hồi giáo Iraq và Levant, còn được gọi là ISIL, ISIS và Daesh, đã sử dụng phương tiện truyền thông mạng xã hội để quảng bá cho sự nghiệp của mình.. ISIS sản xuất một tạp chí trực tuyến có tên là Báo cáo Nhà nước Hồi giáo để tuyển dụng thêm máy bay chiến đấu.  Các nền tảng truyền thông mạng xã hội đã được vũ khí hóa bởi các nhóm mạng do nhà nước tài trợ để tấn công các chính phủ ở Hoa Kỳ, Liên minh Châu Âu và Trung Đông. Mặc dù các cuộc tấn công lừa đảo qua email là chiến thuật được sử dụng phổ biến nhất để vi phạm các mạng của chính phủ, các cuộc tấn công lừa đảo trên phương tiện truyền thông mạng xã hội đã tăng 500% trong năm 2016. 

### Sử dụng trong tuyển dụng
Một số nhà tuyển dụng kiểm tra hồ sơ truyền thông mạng xã hội của người xin việc như một phần của đánh giá tuyển dụng. Vấn đề này đặt ra nhiều câu hỏi đạo đức mà một số người cho là quyền của người sử dụng lao động và những người khác coi đây là sự phân biệt đối xử. Nhiều quốc gia Tây Âu đã thực thi luật hạn chế quy định về phương tiện truyền thông mạng xã hội tại nơi làm việc. Các tiểu bang bao gồm Arkansas, California, Colorado, Illinois, Maryland, Michigan, Nevada, New Jersey, New Mexico, Utah, Washington và Wisconsin đã thông qua luật bảo vệ nhân viên tiềm năng và nhân viên hiện tại khỏi các nhà tuyển dụng yêu cầu họ cung cấp tên người dùng và mật khẩu cho bất kỳ tài khoản truyền thông mạng xã hội  nào. Việc sử dụng phương tiện truyền thông mạng xã hội của những người trẻ tuổi đã gây ra vấn đề đáng kể cho một số ứng viên đang hoạt động trên phương tiện truyền thông mạng xã hội khi họ cố gắng tham gia vào thị trường việc làm. Một cuộc khảo sát với 17.000 thanh niên ở sáu quốc gia năm 2013 cho thấy 1 trong 10 người từ 16 đến 34 tuổi đã bị từ chối vì các bình luận mà họ đưa ra trên các trang web truyền thông mạng xã hội.

### Sử dụng trong tuyển sinh
Theo Kaplan, Inc, một công ty cung cấp chuẩn bị giáo dục đại học, năm 2012, 27% nhân viên tuyển sinh đã sử dụng Google để tìm hiểu thêm về ứng viên, với 26% kiểm tra Facebook. Sinh viên có các trang truyền thông mạng xã hội bao gồm những câu chuyện cười hoặc hình ảnh xúc phạm, bình luận phân biệt chủng tộc hoặc kỳ thị, hình ảnh mô tả người nộp đơn tham gia sử dụng ma túy bất hợp pháp hoặc say rượu, vv, có thể được sàng lọc từ các quá trình nhập học.

### Sử dụng trong thực thi pháp luật và điều tra
Phương tiện truyền thông mạng xã hội đã được sử dụng rộng rãi trong các cuộc điều tra dân sự và hình sự.  Nó cũng đã được sử dụng để hỗ trợ tìm kiếm người mất tích.Các sở cảnh sát thường sử dụng các tài khoản truyền thông mạng xã hội  chính thức để tham gia với công chúng, công khai hoạt động của cảnh sát và đốt cháy hình ảnh của cơ quan thực thi pháp luật;  ngược lại, đoạn phim video về sự tàn bạo của cảnh sát tài liệu công dân và các hành vi sai trái khác đôi khi được đăng lên truyền thông mạng xã hội.
Tại Hoa Kỳ, Cơ quan Thực thi Di trú và Hải Quân  Hoa Kỳ xác định và theo dõi các cá nhân thông qua phương tiện truyền thông mạng xã hội, và cũng đã bắt giữ một số người thông qua các hoạt động chích ngừa dựa trên phương tiện truyền thông mạng xã hội. Hải quan và Bảo vệ Biên giới Hoa Kỳ (còn được gọi là CPB) và Bộ An ninh Nội địa Hoa Kỳ sử dụng dữ liệu truyền thông mạng xã hội làm yếu tố ảnh hưởng trong quá trình cấp thị thực và tiếp tục theo dõi các cá nhân sau khi họ vào nước này. Các nhân viên CPB cũng đã được ghi nhận thực hiện các tìm kiếm về hành vi điện tử và phương tiện truyền thông mạng xã hội tại biên giới, tìm kiếm cả công dân và người không công dân mà không nhận được lệnh.

### Sử dụng trong các vụ án
Các bình luận và hình ảnh trên phương tiện truyền thông mạng xã hội đang được sử dụng trong một loạt các vụ kiện của tòa án bao gồm luật lao động, quyền nuôi con/ cấp dưỡng nuôi con và yêu cầu bồi thường khuyết tật bảo hiểm.
Các tòa án không phải lúc nào cũng thừa nhận bằng chứng truyền thông mạng xã hội, một phần vì ảnh chụp màn hình có thể bị làm giả hoặc giả mạo. Các thẩm phán đang xem xét biểu tượng cảm xúc để đánh giá các tuyên bố được đưa ra trên phương tiện truyền thông mạng xã hội.

### Marketing qua mạng xã hội
Marketing qua mạng xã hội đã tăng lên do tỷ lệ người dùng tích cực ngày càng tăng trên các trang truyền thông mạng xã hội. Ví dụ: Facebook hiện có 2,2 tỷ người dùng, Twitter có 330 triệu người dùng hoạt động và Instagram có 800 triệu người dùng. Một trong những ứng dụng chính là tương tác với khán giả để tạo ra nhận thức về thương hiệu hoặc dịch vụ của họ, với ý tưởng chính là tạo ra một hệ thống giao tiếp hai chiều, nơi khán giả hoặc khách hàng có thể tương tác trở lại; cung cấp thông tin phản hồi chỉ là một ví dụ.  Phương tiện truyền thông mạng xã hội có thể được sử dụng để quảng cáo; chẳng hạn như đặt quảng cáo trên News feed của Facebook có thể cho phép rất nhiều người xem nó hoặc nhắm mục tiêu đối tượng cụ thể từ việc sử dụng của họ để khuyến khích nhận thức về sản phẩm hoặc thương hiệu. Người dùng phương tiện truyền thông mạng xã hội sau đó có thể thích, chia sẻ và nhận xét về quảng cáo, trở thành người gửi tin nhắn khi họ có thể tiếp tục gửi tin nhắn quảng cáo cho bạn bè và trở đi. Việc sử dụng phương tiện truyền thông mới đặt người tiêu dùng vào vị trí truyền bá ý kiến, chia sẻ kinh nghiệm và chuyển quyền lực từ tổ chức sang người tiêu dùng vì nó cho phép sự minh bạch và các ý kiến khác nhau được lắng nghe. Marketing qua mạng xã hội phải theo kịp với tất cả các nền tảng khác nhau. Họ cũng phải theo kịp các xu hướng đang diễn ra được đặt ra bởi những người có ảnh hưởng lớn và thu hút nhiều sự chú ý của mọi người. Loại đối tượng mà một doanh nghiệp sẽ hướng tới sẽ xác định trang web truyền thông mạng xã hội mà họ sử dụng.
Các phương tiện truyền thông mạng xã hội đã được các nhà tiếp thị sử dụng để quảng bá sản phẩm trực tuyến. Nghiên cứu cho thấy kỹ thuật số dường như đang nhắm mục tiêu thành công người dùng phương tiện truyền thông mạng xã hội, đặc biệt là những người tiêu dùng trẻ tuổi đã trưởng thành trong thời đại kỹ thuật số. Việc thực hành khai thác các tính cách truyền thông mạng xã hội để marketing hoặc quảng bá sản phẩm hoặc dịch vụ theo sau của họ thường được gọi là Marketing ảnh hưởng. Từ điển Cambridge định nghĩa một "người gây ảnh hưởng" là bất kỳ người nào (tính cách, blogger, nhà báo, người nổi tiếng) có khả năng ảnh hưởng đến ý kiến, hành vi hoặc mua hàng của người khác thông qua việc sử dụng phương tiện truyền thông mạng xã hội.
Các công ty như nhượng quyền thương mại thức ăn nhanh, Wendy đã sử dụng sự hài hước để quảng cáo sản phẩm của họ bằng cách chọc cười các đối thủ như McDonald's và Burger King. Các công ty khác như Juul đã sử dụng hashtag để quảng bá bản thân và các sản phẩm của họ.
Trên phương tiện truyền thông mạng xã hội, người tiêu dùng tiếp xúc với các hoạt động mua hàng của đồng nghiệp thông qua các tin nhắn từ tài khoản của đồng nghiệp. Những thông điệp như vậy có thể là một phần của chiến lược Marketing tương tác liên quan đến mô hình hóa, củng cố và cơ chế tương tác xã hội.Một nghiên cứu năm 2011 tập trung vào giao tiếp thông qua phương tiện truyền thông mạng xã hội mô tả cách giao tiếp giữa các đồng nghiệp thông qua phương tiện mạng xã hội có thể ảnh hưởng đến ý định mua hàng: tác động trực tiếp thông qua sự phù hợp và tác động gián tiếp bằng cách nhấn mạnh sự liên quan của sản phẩm.  Nghiên cứu chỉ ra rằng giao tiếp truyền thông mạng xã hội giữa các đồng nghiệp về một sản phẩm có mối quan hệ tích cực với sự liên quan của sản phẩm

### Ứng dụng phương tiện truyền thông mạng xã hội trong marketing

#### Xây dựng thương hiệu
Xây dựng thương hiệu trên Social Media nhất quán với thương hiệu trên website và môi trường kinh doanh offline là bước đầu tiên để định vị được thương hiệu trong lòng người dùng.Khi doanh nghiệp bạn đang có nhiều tài khoản Social Media bạn nên xây dựng một hệ thống đồng nhất từ hình ảnh, màu sắc, nội dung đến các thành phần chi tiết hơn như thời gian hoạt động, giới thiệu công ty, địa chỉ website...
Xây dựng thương hiệu trên Social Media như một lời giới thiệu đến Google về doanh nghiệp mình, là cách để giúp website được Google biết đến nhanh hơn. Thông qua Social Media bạn có thể xây dựng thương hiệu bằng một số cách như:
- Tạo bài viết nhắc đến thương hiệu trên các diễn đàn, hội nhóm để mọi người tham gia thảo luận.
- Xây dựng lượng fan trung thành bằng cách tạo page, nhóm liên quan đến lĩnh vực mà doanh nghiệp đang cung cấp.
- Tác động: Nếu thương hiệu bạn chưa được người dùng biết đến nhiều nhưng vô tình khách hàng nhìn thấy người khác nhắc đến trên các phương tiện truyền thông xã hội. Lúc này cơ hội để người dùng tìm hiểu thông tin về bạn trên Google là rất cao, họ bắt đầu tìm kiếm bạn và Google bắt đầu ghi nhận lại các dữ liệu tìm kiếm này. Càng nhiều người quan tâm, Google càng dễ nhận ra bạn.

#### Tạo liên kết
- Liên kết của website được chia sẻ trên các trang mạng xã hội được xem là backlink – một yếu tố ảnh hưởng trực tiếp đến kết quả xếp hạng trong SEO. Khi có nhiều trang mạng xã hội chia sẻ liên kết từ website bạn đồng nghĩa với việc có nhiều backlink trỏ về website, điều này chứng tỏ được độ uy tín và đáng tin cậy cho trang web.
- Bên cạnh đó, với số lượng người sử dụng Facebook, Twitter lớn như hiện nay càng giúp bộ máy tìm kiếm Google tin tưởng và đánh giá tốt về liên kết được chia sẻ trên các trang này, từ đó nâng cao xếp hạng trên kết quả tìm kiếm của Google. Tuy nhiên, Google không thể nào đọc được tất cả các link mà bạn chia sẻ trên đó, mà chỉ có những link được click vào mới được ghi nhận và đánh giá tốt. Do đó, khi chia sẻ liên kết trên các kênh Social bạn cần có chiến lược nghiên cứu, chọn lọc những kênh mang lại hiệu quả nhất:
  - Lựa chọn những kênh cho phép chia sẻ link như facebook, youtube, google+, twitter,...
  - Chọn những kênh có số lượng người dùng nhiều để tăng lượng click vào link.

#### Tăng tương tác cho website
Thay vì phải tạo một tài khoản đăng nhập vào website mới có thể tương tác với bài viết, hiện nay hầu như tất cả các website đều được tích hợp plugin facebook cho phép người dùng có thể bình luận, like, chia sẻ trực tiếp trên bài viết đó.
Rút ngắn được quá trình là cách để nâng cao được trải nghiệm người dùng, tăng sự tiện lợi cho mọi người khi muốn tương tác với nội dung bạn tạo ra. Khi bài viết nhận được nhiều sự quan tâm của người dùng giúp Google đánh giá cao hơn về nội dung, chất lượng bài viết từ đó gia tăng được thứ hạng từ khóa trên kết quả tìm kiếm của Google.
Do vậy, để tăng tương tác cho bài viết trên website bên cạnh việc xây dựng nội dung hay, hấp dẫn, mang lại giá trị cho người đọc bạn nên tích hợp thêm các plugin mạng xã hội được nhiều người sử dụng như Facebook, Zalo, Google +... để người dùng thuận tiện hơn trong việc bình luận, chia sẻ, yêu thích nội dung bài viết.

#### Xây dựng lòng trung thành khách hàng
Phương tiện truyền thông mạng xã hội được sử dụng để tiếp thị sản phẩm, quảng bá thương hiệu, kết nối với khách hàng hiện tại và thúc đẩy kinh doanh mới. Về phản hồi của khách hàng, phương tiện truyền thông mạng xã hội giúp bạn dễ dàng nói với một công ty và mọi người khác về trải nghiệm của họ với công ty đó, cho dù những trải nghiệm đó là tốt hay xấu. Doanh nghiệp cũng có thể phản hồi rất nhanh với cả phản hồi tích cực và tiêu cực, chú ý đến các vấn đề của khách hàng và duy trì, lấy lại hoặc xây dựng lại niềm tin của khách hàng.

#### Phát triển doanh nghiệp
Khách hàng có thể sử dụng các trang web mạng xã hội để đưa ra ý tưởng cho các sản phẩm hoặc chỉnh sửa trong tương lai cho các sản phẩm hiện tại. Trong các dự án CNTT, dịch vụ đám đông thường liên quan đến việc thu hút và pha trộn các dịch vụ CNTT và kinh doanh từ sự kết hợp giữa các nhà cung cấp bên trong và bên ngoài, đôi khi với đầu vào từ khách hàng và/hoặc công chúng nói chung.
Thu thập dữ liệu từ blog và các trang web truyền thông mạng xã hội và phân tích dữ liệu đó để đưa ra quyết định kinh doanh. Việc sử dụng phổ biến nhất các phân tích truyền thông mạng xã hội là khai thác tâm lý khách hàng để hỗ trợ các hoạt động marketing và dịch vụ khách hàng.
Marketing qua mạng xã hội (SMM) - tận dụng mạng xã hội để giúp một công ty tăng cường tiếp xúc với thương hiệu và mở rộng phạm vi tiếp cận khách hàng. Mục tiêu thường là tạo ra nội dung đủ hấp dẫn để người dùng sẽ chia sẻ nó với các mạng xã hội của họ. Một trong những thành phần chính của SMM là tối ưu hóa phương tiện truyền thông xã hội (SMO). Giống như tối ưu hóa công cụ tìm kiếm (SEO), SMO là một chiến lược để thu hút khách truy cập mới và duy nhất vào một trang web. SMO có thể được thực hiện theo hai cách: bằng cách thêm các liên kết phương tiện truyền thông xã hội vào nội dung như nguồn cấp RSS và nút chia sẻ hoặc bằng cách thúc đẩy hoạt động thông qua phương tiện truyền thông xã hội thông qua cập nhật trạng thái, tweet hoặc bài đăng trên blog.

### Sử dụng trong khoa học
Tín hiệu từ phương tiện truyền thông mạng xã hội được sử dụng để đánh giá các ấn phẩm học thuật.  Dữ liệu từ phương tiện truyền thông mạng xã hội cũng có thể được sử dụng cho các phương pháp khoa học khác nhau. Một trong những nghiên cứu đã xem xét cách hàng triệu người dùng tương tác với tin tức được chia sẻ xã hội và cho thấy các lựa chọn cá nhân đóng vai trò mạnh mẽ hơn trong việc hạn chế tiếp xúc với nội dung xuyên suốt. Lượng dữ liệu khổng lồ từ các nền tảng xã hội cho phép các nhà khoa học và nhà nghiên cứu máy học rút ra những hiểu biết và xây dựng các tính năng sản phẩm. Sử dụng phương tiện truyền thông mạng xã hội có thể giúp định hình các chi tiết gian xảo trong sơ yếu lý lịch.

## Sử dụng bởi các cá nhân